# Konföderation von Warschau (1704)
Die Konföderation von Warschau vom 16. Februar 1704, geschlossen in Warschau unter der Ägide des polnischen Primas Radziejowski, war gegen den polnischen Wahlkönig August II. gerichtet.
Die Konföderation entthronte den sächsischen König und rief das Interregnum im Königreich Polen-Litauen aus. Am 12. Juli 1704 erklärte sie während eines Wahlsejms den Wojewoden von Posen, Stanislaus I. Leszczyński, durch die militärische Unterstützung des schwedischen Königs Karl XII., zum neuen König von Polen, was faktisch einer Usurpation gleichkam, da das polnische Staatsoberhaupt nur in einer freien Wahl durch den gesamten Adel gewählt werden durfte. Die polnischen Anhänger von König August II. schlossen daraufhin die Konföderation von Sandomir am 20. Mai 1704. Es war der faktische Beginn eines von 1704 bis 1709 dauernden Bürgerkriegs in Polen. Am 30. August 1704 gingen die Vertreter der Konföderation von Sandomir in Narva im Namen der Rzeczpospolita ein Bündnis mit Zar Peter I. ein. Ab diesem Zeitpunkt befand sich das gesamte Königreich Polen (d. h. nicht nur August II. in seiner Eigenschaft als Kurfürst von Sachsen und König von Polen) mit dem Königreich Schweden im Kriegszustand und trat an der Seite Russlands formell in den Großen Nordischen Krieg ein.